# Miran Xah
|  | Aquest article tracta sobre el prícep timúrida. Si cerqueu la capital de l'agència de North Waziristan i les ATAF (FATA), vegeu «Miranshah». |

Muizz al-Din Miran Xah (?, 1366 o 1367 - Tabriz, 16 d'abril de 1408) —en persa میران شاہ— fou un príncep timúrida, fill de Tamerlà i de la concubina Mengliçek. Es va casar amb dues princeses genguiskhànides i va rebre el títol de güregen (gendre reial)

## Governador del Khurasan
El 1380, amb uns 13 o 14 anys, fou nomenat governador del Khurasan (província mongola). Timur no dominava efectivament el Khurasan però considerava als seus prínceps d'alguna manera subjectes, el que després s'ha anomenat com “esfera de influència”; una notificació formal per anar al kurultai implicava que Timur considerava a qui ho enviava, en aquest cas al malik de la dinastia Kart, com un vassall. Com ajudants de Miran Shah va designar a Jahanghin Barles (germà de Hajji Barles), Hajji Saif al-Din Barles, Ak Bugha, Osman Abbas, príncep Mahmud Sultan, Kumar o Komari Inak (germà de Temuke), Taban Bahadur, Urur Bugha (germà de Sar Bugha), Pir Husayn Barles, Hamza Taychi'ut (fill de Musa Taychi'ut), Muhammad Qazaghan, Sarik Etek, Muzaffar (fill d'Utx Kara) i altres amirs amb 50 companyies de cavalleria.

### Deposició de Muhammad de Sarakhs
Muhammad de Sarakhs s'havia sotmès immediatament a Timur i aquest li havia permès retornar al seu govern. Però quan Timur va marxar cap a Samarcanda, Miran Shah, com a governador, el va arrestar i el va enviar a Samarcanda on va passar el hivern. El 1382 va participar en l'atac a la fortalesa de Kilat-i Nadiri.

### Enllaç amb Khan Zade
El 1382 o 1383, amb uns 17 anys, es va casar amb Khan Zade, vídua del seu germà Jahangir ibn Timur, amb la qual va tenir a Khalil Sultan i a Bikisi Sultan (o Beghisi Sultan), que fou la neta preferida de Tamerlà (els dos foren criats a la cort del seu avi).

### Revoltes d'Herat, Sabzawar d'Herat i Nikudaris
El 1383 va sufocar una revolta a Herat contra els timúrides. Quan Miran Shah va tenir notícies dels fets va enviar un destacament sota Saif al-Din Barles i Ak Bugha seguint ell mateix al darrere amb un fort contingent. Un combat a Khiavan, un sector de la ciutat, va acabar amb la derrota dels ghuris. Els agitadors es van dispersar i les tropes els van anar massacrant. Amb els caps dels morts es va fer una torre per servir d'exemple. La ciutat no es va rebel·lar mai més. Després hi van haver revoltes deks Nikudaris i de Shaikh Daud governador de Sabzawar d'Herat (Isfizar). Miran Shah va enviar a Sabzawar a l'emir Ak Bugha des de Herat, seguit de prop per l'amir Hajji Saif al-Din Barles. Sabzawar fou assetjada i presa i molts rebels executats però Shaikh Daud va poder fugir a la fortalesa de Bedrabad, al cim d'una muntanya, on els van anar a assetjar els dos amirs. Timur llavors va decidir enviar una part de l'exèrcit comandat per Shaikh Ali Bahadur i Utx Kara Bahadur cap a Gorgan (ciutat), per combatre a Amir Wali; i ell mateix va decidir marxar cap Isfizar i Sistan.

## Campanya de Sistan i Kandahar
En la campanya del Sistan del 1383, Miran Shah manava l'ala dreta de l'exèrcit. El nikudaris es van dirigir al sud i Tamerlà va enviar a Miran Shah a perseguirlos; les seves forces van passar el desert al sud de Bust i van trobar als Nikudaris acampats a la plana de Karan; Tumen Nikudari va agafar immediatament posició de combat; l'amir Saif al-Din Barles, que era amic seu, va intentar convèncer-lo de que es sotmetés i que no tenia res a témer però fou inútil; el combat va començar i Tumen va resultar mort aviat d'un cop de llança; el seu cap fou enviat a Timur. Després fou conquerida Kandahar. Miran Shah fou enviat a Khuzdar, al sud-est de Kelat; com que de l'expedició de Miran Shah no s'indica cap resultat cal suposar que no va tenir èxit. Sistan i Kandahar foren reunits al govern concedit a Miran Shah.

### Lluites a Pèrsia occidental
El 1384/1385 va acompanyar al seu pare a Pèrsia occidental i va participar en alguns combats contra Amir Wali ibn Ali Hindu de Gorgan (ciutat). El 1386 va derrotar a un exèrcit de l'Horda d'Or, avantguarda de Toktamish, que penetrava cap a l'Azerbaidjan, i va fer molts presoners encara que Tamerlà els va alliberar: En lloc de matar-los a sang freda com era habitual, Timur els va deixar marxar i els va enviar al seu kan amb un missatge que li recorda les seves obligacions i el tractat entre ell mateix i Toktamish. El 1387, en la campanya contra els kara Koyunlu, fou enviat en persecució de Kara Mehmed; va capturar moltes dones i criatures i també bestiar, però no va trobar a Kara Mehmed ni al seu fill Kara Yusuf. Aquell mateix any Timur va enviar al seu exèrcit cap a Rayy per hivernar a Sark Kamigh, sota la direcció de Miran Shah, amb els amirs Shaikh Ali Bahadur i Saif al-Din Barles.

## Coràsmia i Ja'un i Qurban
En la campanya de Coràsmia de 1388, Tamerla va saber que Sulayman Sufi i Ilikmish (príncep tuluïda casat amb la germana del emir o xa de Coràsmia Sulayman Sufi), havien fugit de Coràsmia. Timur va enviar a Miran Shah amb cinc regiments a perseguir als dos prínceps, però no els van atrapar. Al final de la campanya Miran Shah va tornar al seu govern del Khurasan. El 1389 el va enviar a reprimir la revolta dels Ja'un-i Qurban. El 1389 Miran Shah va matar Pir Muhammad ibn Ghiyath al-Din, i al seu fill Mahmud ibn Pir Muhammad, els darrers supervivents de la dinastia kart. Segons una història, va tallar el cap del príncep enmig d'un banquet amb molta beguda, acte que després va culpar a les grans quantitats de vi que havia consumit. En tot cas Miran Shah si que va anar a Samarcanda, al hivern del 1389 al 1390 per informar al seu pare dels afers de la seva província i encara hi era a la primavera del 1390 quan va estar present al kurultai de la plana d'Akyar, retornant després al Khurasan

### Campanya contra Toktamish
El 1391 va participar en l'expedició a l'estepa Kiptxak contra Toktamish, dirigint l'ala dreta de l'exèrcit. En la batalla de Kunduzcha, on després hi va haver la ciutat d'Orenburg (19-20-21 de juny) l'ala dreta manada per Miran Shah fou la que va iniciar la primera carrega contra l'esquerra de Toktamish. Cap al final del 1391 Miran Shah va tornar al seu govern de Khurasan.

### Campanya del Petit Lur
En la capanya al Petit Lur (1393), Timur estava a Shariyar (al costat de Rayy) i va decidir marxar amb el seu cos d'exèrcit, deixant a Miran Shah amb una part de l'exèrcit per esperar l'equipatge que venia d'Astarabad. Miran Shah, ja amb l'equipatge, va arribar a Kashan on el governador Malek Sarbadar, que governava en nom de Shah Mansur de Fars i Khuzestan al saber que arribava va enviar un correu a demanar quarter; li fou atorgat i se li va concedir vesta de honor i va passar al servei de Miran Shah. El 27 de juny de 1393 Tamerlà va acampar a la plana d'Hamadan on el va anar a trobar el príncep Miran Shah amb l'equipatge amb el qual alguns prínceps es van dirigir a Sultaniya. A la plana d'Hamadan Timur va conferir el virregnat del Takhi-i-Hulagu (Tron de Hulagu o Regne de Hulagu a Miran Shah. Enumerava com a regnes: Rayy, Azerbaidjan, Shirvan, Derbent, Bakú, Gilan i les seves dependències, fins al país anomenat Soldanat de Rum (Anatòlia) i incloïa les ciutats de Sultaniyah, antiga capital il-kànida, i Tabriz. Pare i fill es van intercanviar regals i Miran Shah va oferir un altre banquet.

## Governador de Takhi-i-Hulagu

### Campanya contra els turcmans
El dia 2 de juliol de 1393 Timur va abandonar Hamadan. Miran Shah fou enviat per endavant cap a Kulaghi. Allí va informar que el bandit turcman Sariq Muhammad que operava a la zona s'havia fet fort a les muntanyes amb família i servidors i havia reunit una tropa considerable de sediciosos, i que estava actuant com un sobirà. En la campanya contra els turcmans, el 28 de juliol de 1393 Timur va acampar a la plana de Kulaghi a la vora del riu Ak Say. Miran Shah fou enviat a assetjar Sarek Kurgan i l'amir Utx Kara a assetjar Karutoy; les dues places foren conquerides i destruïdes i els defensors passats a ganivet.

### Campanya de Bagdad
Va participar de manera destacada en la conquesta de Bagdad (1393). Miran Shah va arribar fins a Hilla i va enviar les tropes a perseguir a Ahmad que fou atrapat a la plana de Kerbela el 7 d'octubre de 1393, però el sultà anava amb 2000 homes que van aturar als perseguidors i després ja no van poder seguir pel cansament dels cavalls i la manca d'aigua. Miran Shah va anar de Hilla a Bàssora i d'allí va retornar cap a Harbi on estava el seu pare i fou enviat immediatament cap al Diyar Bakr com avantguarda. Després de la conquesta de les ciutats i terres a la vora del Tigris i es va reunir amb el seu pare que havia arribat a Mossul.

### Campanya de Mardin
L'11 d'abril de 1394 Timur va sortir de Mossul cap a Mardin. Miran Shah va passar al davant amb l'avantguarda i va assolar els camps i les muntanyes de la regió de Mardin. Sotmesa Mardin, el 24 d'abril Timur va sortir de la ciutat i els prínceps van marxar per diverses vies, Miran Shah via Jaufek. Timur va enviar a Miran Shah a regular les guarnicions i impostos a pagar de totes les places sotmeses a la zona del Tigris.

### Conquesta d'Amida i campanya del Kurdistan
Miran Shah el va informar que la gent d'Amida (Armènia), orgullosos de les seves muralles, no volien testimoniar la seva obediència a l'emperador, i aquest va decidir anar cap a la ciutat. Miran Shah no hi va participar. Poc després estava a Bidlis (22 de maig de 1394) i les columnes van convergir poc després a Sarai Mush. A la plana de Mush es va decidir castigar a tots els prínceps kurds que no havien anat a sotmetre's tal com Timur havia ordenat. D'aquesta tasca se'n va encarregar Miran Shah que va atacar als prínceps renuents i va donar quarter als que es sotmetien. Finalment Miran Shah va anar a Tabriz a fer-se càrrec del seu govern.

### Repressió dels hurufiyya
Fazlullah o Fadl Allah Naimi al-Astarabadi, el fundador de la secta Hurúfida o Hurufiyya oposada als timúrides, va ser assassinat el 1394 a Naxçıvan per ordre de Miran Shah [83] Aleshores, hi havia molts partidaris de Naimi a Nakhitxevan. Per dissuadir-los, Miran Shah va arrestar Naimi i el va portar a Nakhitxevan, on va ordenar el seu assassinat. Per ordre de Miran Shah, la majoria dels edificis de la ciutat, tret dels edificis religiosos, van ser destruïts. Els hurufiyya consideraven al príncep com l'anticrist, i l'anomenaven Maran Shah (Rei de les Serps). Miran Shah va anar a Alinjak (Alinja o Alanjik, moderna Alinjakala, antiga ciutat armènia d'Ernjak o Erenchak, prop de Nakhitxevan), però va abandonar el lloc per anar al campament imperial i pel camí va saber que havia tingut un quart fill; Shah Miran ho va comunicar a Timur al arribar, i l'emperador el va anomenar Aiyal (Aighel)

### Nova campanya contra Toktamish
El 1395/1396 va participar a una nova campanya amb el seu pare a l'estepa Kiptxak contra Toktamish. No se l'esmenta gaire a la primera part de la campanya, ja que fou ferit a la batalla del Terek. Els prínceps Miran Shah i Muhammad Sultan i l'amir Jahan Xah van devastar les terres dels circassians; els prínceps circassians es van rendir sense oposar gairebé cap resistència i els seus territoris foren saquejats. Miran Shah va perseguir a Otarkou, un dels grans amirs del Kiptxak, que es va fer fort en un lloc de muntanya anomenat Abasa; Timur va anar allí, va ocupar el lloc i va fer presoner a Outarkou al que va lligar amb cadenes.

### Govern efectiu a l'Azerbaidjan
A la tornada de l'expedició, estan a l'Azerbaidjan, Timur va ordenar que tots els amirs que havien estat al servei de Miran Shah i havien quedat al seu antic govern del Khurasan havien d'anar a servir al príncep al seu nou govern de l'Azerbaidjan (que incluia des de Hamadan a Bagdad i pel nord fins al Shirwan i Derbent). L'emperador li va ordenar a Miran Shah de governar per si mateix i anar a completar el setge d'Alinjak. L'acompanyarien el príncep Rustem (fill d'Omar Shaikh) i l'amir Jahan Shah Bahadur. Les tropes que van arribar del Khurasan foren establertes en quant a l'ala dreta a la Regió del Karabakh (regió de Ganja) i el Nakhitxevan fins a l'Awnik; i en quant a l'ala esquerra a Sauk Bulak, Derguzin i fins Hamadan. El juliol de 1396 Tamerlà va ordenar a l'amir Jahan Xah de deixar el setge d'Alandjik en mans de l'amir Sanjar, fill d'Hajji Saif al-Din Barles, i de les forces de Mirza Miran Shah, i anar amb el príncep Muhammad Sultan cap a Fars.
L'11 de març de 1399 Timur, que tornava de la seva campanya a l'Índia, va creuar el Genave, va avançar 8 km i va acampar. Allí van arribar enviats de Miran Shah de Tabriz, que van posar a Timur al corrent del que passava a l'Imperi incloent el setge d'Alinjak, així com de la bona salut del príncep i dels seus fills.

### L'accident de Miran Shah
Cap a novembre de 1398 Miran Shah va anar de cacera a la vora de Tabriz, en la zona de la tomba de Pir Omar Naq Shirwan i quan intentava agafar una cabra va caure del cavall i va quedar inconscient; va tardar a recuperar la consciencia i després va tenir diversos desmais durant tres dies. El cop va alterar el comportament del príncep (li va causar problemes de coordinació mental). Des de llavors el tresor es va dilapidar i va fer destruir molts edificis públics notables entre altres fets irracionals. El juliol de 1399 va marxar a Bagdad per assetjar la ciutat i esperava que al saber la seva anada el sulta jalayírida fugiria; però el que va passar fou que es va assabentar que els notables de Tabriz conspiraven contra ell; tot i així aquest va decidir seguir endavant i el sultà Ahmad ibn Uways va decidir resistir ja que en ser l'estiu el moment era propici per a la defensa. Dos dies després de l'arribada a Bagdad, les notícies sobre la conspiració a Tabriz (i fins i tot la revolta oberta d'algun notable) el van obligar a retornar a tota velocitat; a Tabriz va fer executar a tots els que foren acusats de conspirar inclòs el cadi local. Entre els sospitosos hi havia Sharif Ali Arla, príncep de Shaki (Azerbaidjan), territori sota dependència del virregnat de Miran Shah; sense investigar si les acusacions tenien fonament, Miran Shah va marxar a Shaki que va devastar. El regne veí de Geòrgia, també dependent de Miran Shah, considerava que el príncep actuava malament, i això combinat amb el fet que Timur era a l'Índia portava a que era un bon moment per afluixar els llaços. Com hem vist, la fortalesa d'Alinjak, estava defensada per Tahir ibn Ahmad, fill del sultà jalayírida de Bagdad, i assetjada per forces timúrides (en aquest moment manades per Sultan Sanjar, fill d'Hajji Saif al-Din Barles); els assetjants havien construït una muralla exterior que rodejava Alanjik i impedia sortir i entrar a la fortalesa i Tahir estava a la vora de la rendició. En revenja per l'atac de Miran Shah a Shaki, Sherif Ali Arlat i el rei de Geòrgia, van enviar un contingent a l'Azerbaidjan a l'entorn d'Alinjak que van assolar, alleujant la situació de Tahir ja que Sanjar va haver d'aixecar el setge per anar a fer front a l'atac i després anar a Tabriz a retre comptes, i els georgians van poder entrar a la fortalesa i reunir-se amb Tahir. Miran Shah hi va enviar el seu fill Abu Bakr Mirza amb alguns amirs per impedir-ho però els georgians foren mes ràpids i van poder sortir amb Tahir, deixant al comandament a Hajji Salih i tres oficials (iznaurs) georgians. En la seva tornada a Geòrgia, el contingent es va trobar amb una part de l'exèrcit que venia de Tabriz que era notablement inferior i no va poder evitar la batalla. El príncep Abu Bakr en l'enfrontament, va matar d'una fletxa a Sherif Ali Arlat de Shaki, però tot i aquesta baixa els georgians van derrotar els enemics que es van haver de retirar; el mateix Abu Bakr es va salvar només per la fugida.

### Conflicte amb Khan Zade
Miran Shah també es va assenyalar per l'abundant consum de vi (que ja bebia abans de la caiguda i es va incrementar). També va començar a injuriar a la seva esposa Khan Zade acusant-la d'actes immorals i aquesta va indagar d'on sortien els rumors que causaven la ira de Miran Shah i en la indagació va fer matar alguns personatges i algun altre, com el visir Dawlat Khoja Inak, va haver de fugir i refugiar-se a Rayy amb Bayan Kutxin, i els seus bens foren saquejats. L'hostilitat entre Miran Shah i Khan Zade es va incrementar. Khan Zade era una princesa genguiskhànida, vídua del fill preferit de Timur, Jahangir (casada amb Miran Shah en segones noces) i, per tant, molt influent; va anar a veure a Timur i li va explicar que el comportament del seu marit havia degenerat; que l'apallissava; que no complia els seus deures de governant i no obeïa les ordes paternes, dedicant-se només als plaers personal; que complotava per apoderar-se del tron i demanava protecció assegurant que no tornaria amb el seu marit perquè ja no ho podia aguantar mes. La notícia no era una sorpresa completa per a Timur. Ja en el camí de tornada des de l'Índia, li havien arribat notícies de la disbauxa incontrolada de Miranshah. Hi havia històries de jocs d'atzar, de competicions de consum de alcohol a l'interior de les mesquites i de monedes d'or llançades des de les finestres del palau a les mans de frenètics caminants. La tresoreria estatal havia quedat seca per finançar les activitats hedonistes del príncep. Una altra evidència de la seva inquietud va venir en informes de que havia profanat la tomba del príncep mongol Oljeitu a la famosa mesquita de cúpula verda de Sultaniya. Un altre tomba, la de l'historiador persa Rashid al-Din, va ordenar que fos destruïda i els ossos traslladats al cementiri jueu. Altres edificis importants de la ciutat també foren enderrocats. Clavijo dubtava dels informes de la bogeria de Miranshah, però atribuïa el seu comportament estrany a inseguretat i manca d'atenció. Tamerlà va fer una investigació (finals del 1399): va enviar al seu nebot Sulayman Xah per amonestar a Miran Shah. Clavijo pensaba que Miran Shah s'adonava de que res del que fes a aquelles ciutats que governava seria millor que el que havien fet els seus antecessors. Sobre el complot per agafar el tron Arabshah esmenta una carta en la qual Miran Shah recomanava al seu pare, per l'edat i la seva debilitat, que deixés el comandament als fills o nets que guardarien millor l'imperi i administrarien millor justícia, però es poc probable que Timur hagués permès dir això a un fill sense prendre mesures.

### Deposició de Miran Shah
Quant a l'estat mental de Miran Shah, el seu talent militar (o la falta d'ell), ja havien preocupat al pare. Els fets dels darrers anys suggerien que estava mal preparat per governar una regió complicada poblada per georgians, turcmens, armenis i azeris que sempre estaven disposats a desconèixer la supremacia de Timur. El sultà Ahmad ibn Uways Jalayir de Bagdad, havent estat expulsat de la seva capital per Timur el 1393, l'havia reocupat l'any següent. Miran Shah havia intentat expulsar-lo però la seva missió havia acabat en retirada ignominiosa. Al nord, havia estat humiliat igualment a Alinjak: quan el fill del sultà Ahmad, Tahir, estava a la fortalesa d'Alanjik no va saber pressionar allí i assaltar la fortalesa, i després Miranshah havia estat superat per un partida de georgians que se'l van emportar perdent la fortalesa i la ciutat, cosa que no va complaure al seu pare. Tot i que les cròniques relaten com a Timur li agradaven les competicions de beure, sobretot després de grans batalles, o en casaments i festivals, la diferència era que ell no deixava que el beure s'interposès en la manera de guanyar guerres ni d'administrar el seu imperi. Alguna cosa havia de fer amb aquest fill.
L'avantguarda de l'exèrcit sota Sulayman Shah havia arribat a Rayy un temps abans i el governador local Bayan Kutxin el va informar del canvi de actitud de Miran Shah; llavors Sulayman Shah, sentint-se insegur, va anar a Hamadan a esperar ordres. El príncep Abu Bakr Mirza li va escriure i el va convidar a anar a Tabriz i li va donar garanties de bona acollida. Sota aquesta garantia hi va anar i va trampejar l'actitud de Miran Shah. Abu Bakr li va oferir un banquet. Només dos dies després es va anunciar l'arribada de Timur i Miran Shah va haver de sortir per rebre'l. Sulayman Shah va ser obsequiat amb un banquet a Komtupa, prop de Tabriz, ofert per Abu Bakr, i després va marxar cap a Karabagh.
Timur arribava a una zona on hi havia una qüestió familiar a resoldre que no podia esperar més. Sultaniya, capital estacional de Miran Shah, es trobava directament a la ruta oest de Timur i calia donar una lliçó al príncep. Oficials d'intel·ligència foren enviats per saber quines aliances havia establert el príncep dins l'exèrcit i la cort. En el informe enviat a Timur s'acusava (com habitualment) a certs personatges que haurien corromput al príncep; el seu entorn d'erudits, poetes i músics eren els responsables del desastrós estat en que estava el regne.
Poc després de passar per Rayy, Miran Shah va arribar a la cort de Timur, però no fou rebut de moment; mentre un emissari de Shiraz fou rebut al moment. L'endemà Miran Shah va ser rebut i va oferir els regals preceptius, però Timur no els va acollir amb bon ull. Timur va enviar a Tabriz a Timur Khoja ibn Akbugha i a Jalal al-Islam per anunciar la deposició de Miran Shah i arrestar als seus principals amirs i col·laboradors (1399). Els favorits de la cort, principalment músics i erudits, considerats instigadors del excessos de Miran Shah, van ser tots executats, entre els quals Mawlana Muhammad del Kuhistan, cèlebre cientific i poeta, i Kutb al-Din de Mossul, un famós músic, però també diversos altres favorits de la cort. El mateix Miran Shah va escapar del càstig capital, però va ser rellevat del seu govern i se li va ordenar romandre amb l'emperador en la campanya que s'iniciava (durant quatre anys va restar a la cort del pare i va viure separat de Khan Zade fins que el 1404 serà autoritzat a anar a Bagdad amb el fill). Els oficials que havien estat involucrats en la vergonyosa derrota a Alanjik o bé van ser colpejats durament o van ser multats d'entre cinquanta i tres-cents cavalls.

## Miran Shah marginalitzat

### Campanya de Geòrgia
En revenja per la derrota del seu fill Miran Shah el 1398 o 1399 a Alinjak, Timur va planejar el hivern del 1399 al 1400 una nova campanya a Geòrgia (la cinquena), amb la idea d'una venjança massiva sobre la població en general de la regió com a càstig pel seu paper en la revolta contra Miran Shah i per l'assistència que havien prestat el fill assetjat del sultà jaliyírida Ahmad Ibn Uways, el príncep Tahir ibn Ahmad, a Alanjik

### Campanya de l'Àsia Menor i Síria
Va participar en la campanya de l'Àsia Menor (1400-1403) on com habitualment va dirigir l'ala dreta però ara junt amb Xah Rukh (timúrida). El 1401 en la campanya de Síria Miran Shah i Shah Rukh van devastar Antioquia i la regió circumdant). El seu antic virregnat de Takhi-i Hulagu fou concedit el 29 de març de 1401 al net Muhammad Sultan, fill de Jahangir. Alinjak finalment es va rendir el 1401 a l'amir Muhammad Daruga (de Miran Shah) i a l'amir Firuz Shah (de Shah Rukh). Poc després participava en la conquesta de Bagdad, protegint qualsevol apropament a la ciutat. El governador Fàraj i la seva filla van intentar escapar en un vaixell, però se'ls van disparar tantes fletxes que en les maniobres van bolcar i es van ofegar al Tigris.
En la batalla d'Ankara (28 de juliol de 1402) tenia el comandament de l'ala dreta. També manava la mateixa ala al setge i conquesta d'Esmirna el desembre del 1402. A la mort de l'hereu designat i virrei de l'Azerbaidjan i l'Iraq, Muhammad Sultan ibn Jahangir, els territoris de l'antiga corona d'Hulagu van passar en part a la branca de Miran Shah: el seu fill gran Abu Bakr va rebre l'Iraq Arabí amb Bagdad i les seves dependències i un altre fill (el segon), Muhammad Umar, va rebre l'Azerbaidjan i Tabriz, l'Iraq Ajamita amb Sultaniya, el Mazanderan i el Shirwan i dependències.

## Miran Shah pot anar a Bagdad
Timur va arribar a Sultaniya el 10 de maig de 1404. A l'endemà va sortir cap a Kazwin on va anar a fer-li reverència el príncep Abu Bakr, que venia d'Ardebil, on no l'havia trobat; l'acompanyaven els amirs Sevinjik i Pir Husayn Barles; per mediació de l'emperadriu Sarai Mulk Khanum i de l'amir Xaikh Nur al-Din, va demanar a Timur que permetés que el príncep Miran Shah (pare d'Abu Bakr) que residia a Sultaniya, pogués anar a residir amb ell a Bagdad. Timur ho va concedir i va acordar una pensió a Miran Shah de 400.000 dinars kopeghis (equivalents a un ducat d'or o a 7 lliures). Es creu que tamerlà va aurtoritzar a Miran a governar Arran per compte del seu fill Muhammad Umar; a la tardor d'aquell any (1404) el va trobar Clavijo governant a Sultaniyya.

## Mort de Timur
Els seus problemes mentals causats per l'accident no el van permetre optar a succeir a Tamerlà quan aquest va morir el 18 de febrer de 1405. Khalil Sultan, el seu fill, es va proclamar gran amir a Samarcanda i va demanar ajut als seus germans Abu Bakr i Muhammad Umar i al seu pare Miran Xah que vivia a Sultaniya, en territori de Muhammad Umar. Abu Bakr va respondre a la crida, va reunir al seu exèrcit i va deixar l'Iraq Arabí sota administració d'alguns oficials (eliminats a finals d'any pels jalayírides) i se'n va anar cap a Transoxiana; l'execució de l'amir Jahan Xah per part de Muhammad Umar no va agradar a Abu Bakr; el seu germà va tèmer que l'exèrcitque travesava els seus dominis servis per prendre venjança de la mort de l'amir. L'amir Husayn Barles es va presentar com a delegat d'Abu Bakr per anunciar que el seu senyor romania fidel a Muhammad Umar. El 2 de maig de 1405 Muhammad Umar va acampar a Sultaniya, cap on es dirigia Abu Bakr, aquest probablement no tenia intencions hòstils, devia voler la cooperació del seu germà en l'expedició cap a Transoxiana, i volia també que hi participés el seu pare Miran Xah. Per això va aturar el seu exèrcit a certa distància de Sultaniya i va anar cap al campament de Muhammad Umar amb un reduit grup de soldats. Però Muhmmad Umar ja s'havia desentés de la sort de Khalil; va consultar amb els seus amirs que s'havia de fer i la majoria van opinar que calia arrestar a Abu Bakr. Quan aquest va arribar al campament fou detingut i empresonat a Sultaniya. Miran Xah va decidir (pel seu compte o per pressió del seu fill Muhammad Umar) marxar al Khurasan (província mongola) exiliat i amb destí final eventualment a Transoxiana (juny o juliol de 1405), però va haver d'esperar perque a Khurasan l'amir Said Khoja estava combatent la rebel·lió dels sarbadars i el viatge era perillós.

### Abu Bakr alliberat
El 24 de juliol de 1405, amb algunes complicitats interiors a Sultaniya, Abu Bakr va prendre el control d'aquesta ciutat; els que s'hi van oposar, principalment el tresorer (Khinzanji) Adel, Isa Kurji i Xaikh Hajji, foren massacrats. Agafats per sorpresa els oficials i soldats es van passar a Abu Bakr; la plaça estava ben proveïda d'armes i guardava el tresor local. L'amir Husayn Barles i la mare d'Abu Bakr, Janila Begum, que eren a Ghuzeldereh amb el que quedava d'exèrcit, es van dirigir a Sultaniya amb la seva gent per recolzar a Abu Bakr. Aquest va repartir entre els seus seguidors els diners trobats a la ciutat, per assegurar lleialtats, i amb les tropes que li donaven suport es va dirigir a Rayy i d'allí al Khurasan, buscant al seu pare Miran Xah, que en aquells dies ja havia marxat cap allí.

### Ofensiva d'Abu Bakr
Pel camí de tornada Abu Bakr va intentar reforçar-se; va acceptar certa ajuda que li facilitaven els amirs de Khurasan enviats per Xah Rukh; també es va casar amb la filla de l'amir Tavakul Ari Bugha a la ciutat de Bistam, el que li feia guanyar un aliat, i després va anar en tres dies fins a Damghan (junt amb Miran Xah) i seguidament a Semnan (que fou saquejada per una ofensa anterior), i d'allí a Khuwar o Khawar entrant altre cop a l'Iraq Ajamita portant a la princesa Sultan Bakht Begum (una de les esposes de Miran Xah) que fou deixada a un campament que van establir a Sauk Bulak. Mentre Husayn Barles s'havia apoderat de la fortalesa de Xahriyar, que fou el lloc on es van dirigir Abu Bakr i Miran Xah. Allí van saber que Muhammad Umar era al riu Kur lluitant contra l'amir de Xirvan, Xaikh Ibrahim i el seu aliat Bistam Jagir. Abu Bakr es va dirigir amb dos mil homes cap a Sultaniya, que no va oferir resistència. Els harems d'Umar a la ciutat i els dels seus amirs foren repartits entre els seus partidaris.

### Caiguda de Muhammad Umar
Quan tot això es va saber al campament del Kur, establert a Mianej-Ghermrud, els soldats van abandonar a Muhammad Umar i es van passar a Abu Bakr. Umar acabava de fer una pau amb Ibrahim que en tot cas no fou duradora i havia abandonat la zona per lo que quan es van produir les desercions era lluny del front; s'estava dirigint cap a Tabriz acompanyat de tropes manades per l'amir Bayan Kutxin i el xaikh Khusraw Xah, una mena de visir. Aquests dos tenien com a principal preocupació l'establiment d'impostos i l'exacció de diners, probablement per enriquir-se personalment però formalment per compensar el que s'havia perdut quan Abu Bakr s'havia apoderat de Sultaniya el primer cop. Van arribar a Tabriz i en nomes dos dies van aconseguir recaptar 200 tumans iraki; els principals habitants de Tabriz foren espoliats i alguns havien de ser enviats a Sultaniya però com que aquesta estava en poder d'Abu Bakr, ara foren enviats a Awjan. De moment no sabien el que havia passat al seu campament del Kur però quan al cap de pocs dies van tornar a Ghermrud (via Ardebil) Muhammad Umar es va assabentar que els soldats havien desertat i molts soldats i amirs havien marxat a Sultaniya que ja havia confirmat que estava en mans d'Abu Bakr. A mes Xaikh Ibrahim havia représ els combats. Molts amirs de Muhammad Umar van passar a Abu Bakr i especialment a Miran Xah, entre els quals Umar Taban, Sultan Sanjar, Saif al-Din Barles o Abd al-Razzak ibn Kodadad Husayni. Abu Bakr va tractar be a Taban, que li constava que l'havia defensat, però en canvi a altres amirs dels que dubtava els va fer executar. El poder de Muhammad Umar es va enfonsar; Bayan Kutxin i el xaikh Khusraw Xah que eren a l'Awjan, es van dirigir a Sultaniya on van entregar la recaptació a Abu Bakr per salvar la pell, si bé el xaikh fou penjat per ordre d'Abu Bakr. Bayan Kutxin en canvi va poder passar al seu servei. Ja sense rival, Abu Bakr va decidir nomener sobirà del Takhi-i-Hulagu al seu pare Miran Xah (estiu del 1405). Va fer construir un tron d'or i va proclamar com a sobirà a Miran Xah.

### Disputes per Tabriz
Anb l'ajut de grups turcmans, Muhammad Umar va poder dominar Tabriz. Abu Bakr es va sentir fort i va decidir entrar a Tabriz i va pensar en proclamar-se sultà per sobre del seu pare Miran Xah. Va enviar a Tabriz a Bayan Kutxin. Abu Bakr va entrar a Tabriz el 31 de desembre de 1405. El 1406, absent Abu Bakr, el cap turcman rebel Bistam Djagir va entrar a Tabriz però se'n va retirar en acostar-se Shaykh Ibrahim de Xirvan que el 1406 va entregar Tabriz al amir Ahmad ibn Uways (de la família jalayírida). La ciutat va patir la pesta el mateix 1406 el que la va salvar de ser atacada per Abu Bakr. El 4 d'octubre de 1406 Abu Bakr fou derrotat pel cap turcman dels Kara Koyunlu, Kara Yusuf. Durant la fugida dels timúrides les tropes victorioses van entrar a Tabriz i la van saquejar. Kara Yusuf va ocupar Sultaniyya i va traslladar la població a Tabriz (i a Ardabil i Maragha).

### La conspiració dels amirs
El 1407 Abu Bakr va tenir noticies d'una conspiració d'amirs favorable a Miran Xah que pretenia eliminar-lo i posar al seu pare al front; eventualment saquejarien Sultaniya i Kazwin i es dirigirien al Khurasan; poc després els tres amirs implicats (Tavakul Ari Bugha el sogre d'Abu Bakr, Pir Husayn Barles, tornat al seu servei, i Ismail Etkeh) foren arrestats i executats i els seus bens entregats a l'amir Ali Sadik, kutwal de Xahriyar. Altres dos amirs van fugir abans de ser detinguts (Anuixirvan Barles i Khoja Berdi). Miran Xah segons els detinguts no havia estat implicat però Abu Bakr el va fer empresonar; els amirs que havien revelat la conspiració foren premiats amb cinturons adornats amb pedres precioses; alguns amirs de menor grau que havien tingut coneixement del pla i no l'havien revelat, foren executats. Miran Xah no obstant va conservar el títol sobirà i no gaire tard fou alliberat i va seguir donant suport al seu fill.

## Mort de Miran Xah
El contraatac de'Abu Bakr sobre Tabriz, ajudat ara pel cap turcman Bistam Djagir i per un grup de guerrers del Ja'un-i Qurban, fou desfet a la batalla de Sardarud o Sardrud a 8 km al sud de Tabriz (16 d'abril o 19 d'abril de 1408. La victòria que va caure del costat de Kara Yusuf; Miran Xah va morir en aquesta batalla. Abu Bakr es va retirar cap a Sultaniya. El cap de Miran Xah fou presentat a Kara Yusuf que va renyar al soldat que l'havia matat, va fer rentar el cap i el va fer enterrar amb el cos a Surkhab d'on més tard foren tret els ossos i portats cap a Samarcanda sent depositats a la cúpula verda de Kix. Kara Yusuf va dir que si Miran Xah li hagués estat portat viu l'hauria tractat conforme a la seva dignitat.
La nissaga de Miran Shah va obtenir el poder a Transoxiana amb el seu net Abu Said ben Muhammad ben Miranshah ben Timur, i al seu torn un net d'aquest, Baber, va fundar l'Imperi Mogol.

## Família[52]

### Esposes
- Daulatgaldi Agha filla de Payanda Sultan (fill de Jahangir Barles)
- Sevinj Beg Agha coneguda com a Khan Zade, filla de Husayn Sufi Kungrat i de Shukur Beg Agha (filla de Janibeg, kan de l'Horda d'Or) que havia enviudat de Jahangir, germà gran de Miran Shah
- Urun Sultan Khanika, filla de Suyurghatmish Khan (nominal) del kanat Txagatai.

### Concubines
- Murad Agha
- Ruhparwar Agha
- Nigar Agha
- Fakhira Agha
- Bakht Sultan Agha
- Daulat Bakht Fuladbuqakhani
- Mihr Nush Fuladbuqakhani

### Fills i filles
- De Daulatgalti
  - Sayyidi Ahmad Miranshahi (Sayyid Ahmad ibn Miranshah (casat amb Rukayya Sultan bint Kara Uthman Ak Koyunlu), va fundar a l'Azerbaidjan el clan Miranshahi que va ser influent entre els ak koyunlu; la mare fou Daulatgaldi Agha).
- De Khan Zade
  - Khalil Sultan (1384–1411)
  - Muhammad Qasim
  - Beghi Sultan, casada amb Iskandar ibn Umar Shaykh i en segones noces amb el germà d'aquest Baykara.
- De Urun Sultan Khanika
  - Abu Bakr (1382–1409)
  - Muhammad Umar (1383–1407)
  - Kutlugh Sultan Begum casada amb Sultan Husayn Taychi'ut i en segones noces amb un sayyid de Tirmidh
- De Murad Agha
  - Jamshid
- De Ruhparwar
  - Karachar
- De Dawlat Bakht
  - Muhammad Timur
- De Mihr Nush
  - Muhammad Mirza
- De mare de la que no se sap el nom
  - Ayghel o Ichil (1394–1415)
  - Suyurghatmish (nascut 1399)
  - Fatima Sultan Begum
  - Saadat Sultan Begum
  - Rajab Sutlan Begum, casada amb Sad Vaccas (fill de Muhammad Sultan ibn Jahangir) i en segones noces amb Sanjar ibn Pir Muhammad ibn Jahangir)
  - Rabia Sultan Begum